# Culex foliaceus
Culex foliaceus är en tvåvingeart som beskrevs av Lane 1945. Culex foliaceus ingår i släktet Culex och familjen stickmyggor. Inga underarter finns listade i Catalogue of Life.